# Heinz Schwärtzel
Heinz G. Schwärtzel (* 5. Juli 1936 in Eisweiler bei St. Wendel) ist ein deutscher Mathematiker und Informatiker.

## Leben
Schwärtzel studierte Mathematik, Physik und Philosophie an der Universität des Saarlandes, der LMU  in München und der Johannes Kepler Universität Linz. Mit einer Arbeit über die Modellierung von Systementwurfsprozessoren wurde er 1981 an der JKU in Linz zum Dr. techn. promoviert.
1961 wurde er Mitarbeiter im Zentrallabor für Nachrichtentechnik der Siemens AG in München, später wurde er (1981) Leiter der zentralen Laboratorien für Software-Technologien und Vizepräsident Forschung und Entwicklung der Siemens AG.
Er war langjähriger Honorarprofessor für Informatik (speziell Software-Engineering) an der TU München (1991 bis 2011) sowie für digitale Systemtechnik an der Johannes Kepler Universität Linz (1986 bis 2006).
Von 1987 bis 1991 war er Vize-Präsident und Präsident der Gesellschaft für Informatik. Er vollzog die Integration der Informatiker der GI der DDR in die westliche Gesellschaft.
Von 1987 bis 1995 leitete er die Sachverständigenkommission „Forschung und Technologie“ des Saarlandes, die Konzepte für die Neuorientierung der Saarländischen Hochschulen erarbeitet und Umsetzungsstrategien für eine verbesserte wirtschaftliche Ausrichtung der technologischen Infrastruktur des Landes entwickelt hat.
Von 1988 bis 1994 war er zudem Aufsichtsratsvorsitzender des Deutschen Forschungszentrums für Künstliche Intelligenz (DFKI) in Saarbrücken und Kaiserslautern, an dessen Gründung er maßgeblich mitwirkte. Auf seine Initiative hin wurde das Internationale Begegnungs- und Forschungszentrum für Informatik (IBFI) in Schloss Dagstuhl bei Wadern/Saarland eingerichtet (jetzt Leibniz-Zentrum für Informatik), dessen Aufsichtsratsvorsitzender er von 1990 bis 2011 war.
Er war Mitglied des Board des International Computer Science Institute (ICSI), Berkley, sowie des Advisory Board des Electrical Engineering and Computer Science Department (EECS) der University of California, Berkeley und des Laboratory of Computer Science der Carnegie Mellon University, Pittsburgh, sowie Mitglied in weiteren zahlreichen Fachgremien, wie beispielsweise wissenschaftlicher Beirat des Konrad-Zuse-Zentrums für Informationstechnik Berlin (ZIB). Er ist Mitglied des Stiftungsrates der Stiftung Werner-von-Siemens-Ring.
Er ist seit 1956 Mitglied der katholischen Studentenverbindung K.D.St.V. Carolus Magnus zu Saarbrücken im CV, sowie später auch der K.D.St.V. Langobardia München zu Bayreuth im CV.

## Auszeichnungen und Ehrungen
- Heinz Schwärtzel-Lounge in der Soda-Hall des Computer Science Department der University of California, Berkeley (1995)
- "Fellow" der Gesellschaft für Informatik (GI) (2002)
- Österreichisches Ehrenkreuz für Wissenschaft und Kunst I. Klasse (1997)
- Saarländischer Verdienstorden (1995)[1]
- Erster "Fellow" des Deutschen Forschungszentrums für Künstliche Intelligenz (DFKI) (1998)
- Ehrendoktorwürde der Brunel University Uxbridge/Westlondon/England (1990)
- Ehrendoktorwürde der Universität des Saarlandes (2005)
- Mitglied von ACATECH (2004), der Deutschen Akademien der Technik-Wissenschaften
- Ehrenmitglied der Gesellschaft für Informatik (GI) (2008)

## Schriften
- mit Horst G. Morgenbrod: Rationelle Organisation für Büro und Verwaltung. Verlag Moderne Industrie, Landsberg am Lech 1982, ISBN 3-478-34780-7.
- Ein konzeptioneller Ansatz zur Verwendung dynamischer Konstruktionen als Instrumente für die Modellierung von Systementwurfsprozessoren. VWGÖ, Wien 1985, ISBN 3-85369-596-5.
- als Hrsg.: Fehlerorientierende Rechnersysteme. Springer, 1982, ISBN 3-540-11209-X.
- mit Werner Sammer: CHILL – Eine moderne Programmiersprache für die Systemtechnik. Springer, 1982, ISBN 3-540-11631-1.
- als Hrsg.: CAD für VLSI. Rechnergestützter Entwurf hochintegrierter Schaltungen. Springer, 1982, ISBN 3-540-12045-9.
- als Hrsg.: Informatik in der Praxis. Springer, 1986, ISBN 3-540-17054-5.
- mit Egon Hörbst  und Martin Nett: VENUS. Entwurf von VLSI-Schaltungen. Springer, 1986, ISBN 3-540-16313-1.
- mit Egon Hörbst  und Christian Müller Schloer: Design of VLSI Circuits – Based on VENUS. Springer, 1987, ISBN 3-540-17663-2.
  - Chinesische Ausgabe: Springer, Hongkong 1988, ISBN 3-540-18169-5.
- mit I. Mizin: Advanced information processing. Springer, 1990, ISBN 3-540-52683-8.
- mit Franz Pichler: CAST. Computerunterstützte Systemtheorie. Springer, 1990, ISBN 3-540-51507-0.
- als Hrsg.: Angewandte Informatik und Software. Springer, 1991, ISBN 3-540-54322-8.
- mit Franz Pichler: CAST – Methods in Modelling, Computer Aided Systems Theory for the Design of Intelligent Machines. Springer, 1992, ISBN 3-540-55405-X.
- mit Albert H. Rubenstein: Intelligent Workstations for Professionals. Springer, 1993, ISBN 3-540-56546-9.